# 天赐礼盛国庆
天赐礼盛国庆（西夏文：𘀗𗙀𗅲𗯿𗂧𗴴，1069年—1073年），是西夏惠宗李秉常的第二個年號，共計5年。
清代學者戴錫章《西夏紀》、周春《西夏書》、吳廣成《西夏書事》，近人林旅芝《西夏史》均以1070年為天賜禮盛國慶元年，總計5年，而方詩銘《中國歷史紀年表》因以李諒祚去世當年（1067年）的十二月為乾道元年，提早至1069年為天賜禮盛國慶元年，總計6年。李瑞華《西夏紀年綜考》根據《宋史》及《續資治通鑑長編》宋朝熙寧八年時西夏牒文稱「大安二年」，大安元年在1074年，則天賜禮盛國慶年號當終於1073年。
今甘肅敦煌莫高窟第444窟窟簷門南柱內側用有漢文墨書「天賜禮盛國慶二年師父□□……蓋以重佛……」字樣，陝西榆林窟十號窟窟門外甬道北壁上有西夏人所書《住窟記》，其文末云「國慶五年歲次癸丑十二月十七日題記」，內蒙古黑水城出土的《夾頌心經》題「天賜禮盛國慶五年歲次癸丑」，則元年是己酉年，即1069年。

## 改元
- 1069年——改元天賜禮盛國慶。
- 1074年——改元大安。

## 纪年對照表
| 天赐礼盛国庆 | 元年     | 二年     | 三年     | 四年     | 五年     |
| ------------ | -------- | -------- | -------- | -------- | -------- |
| 公元         | 1069年   | 1070年   | 1071年   | 1072年   | 1073年   |
| 干支         | 己酉     | 庚戌     | 辛亥     | 壬子     | 癸丑     |
| 北宋         | 熙寧二年 | 熙寧三年 | 熙寧四年 | 熙寧五年 | 熙寧六年 |

## 同期存在的其他政權年號
- 中國
  - 熙寧（1068年－1077年）：宋—宋神宗趙頊之年號
  - 咸雍（1065年－1074年）：遼—遼道宗耶律洪基之年號
  - 正德（1062年－1073年）：大理—段思廉之年號
  - 保德（1074年－1075年）：大理—段思廉之年號
- 越南
  - 天貺寶象（1068年－1069年）：李朝—李日尊之年號
  - 神武（1069年－1072年）：李朝—李日尊之年號
  - 太寧（1072年－1076年）：李朝—李乾德之年號
- 日本
  - 治曆（1065年－1069年）: 後冷泉天皇與後三條天皇之年號
  - 延久（1069年－1074年）: 後三條天皇與白河天皇之年號
  - 承保（1074年－1077年）: 白河天皇之年號

## 深入閱讀
- 李崇智. . 北京: 中華書局. 2004年12月. ISBN 7101025129.
- 鄧洪波. . 臺北: 國立臺灣大學東亞經典與文化研究計劃. 2005年3月  [2021-12-08]. ISBN 9789860005189. （原始内容 (pdf)存档于2007-08-25）.
- 長部和雄.  (PDF). 東京: 京都大學. 1933年7月1日  [2021年12月18日]. ISBN. （原始内容 (pdf)存档于2021年12月9日）.
- 長部和雄.  (PDF). 東京: 京都大學. 1933年10月1日  [2021年12月18日]. ISBN. （原始内容 (pdf)存档于2021年12月18日）.
- 杜建錄. . 上海: 上海古籍出版社. 2012年2月. ISBN 9787532562244.

## 參看
- 中國年號索引

| 前一年號： 乾道 | 西夏年号 1069年－1073年 | 下一年號： 大安 |